# 促进乡
促进乡，是中华人民共和国四川省眉山市仁寿县曾经下辖的一个乡。2019年12月，撤销促进乡，将其所属行政区域划归彰加镇管辖。

## 行政区划
促进乡撤销前下辖以下地区：
黄桷村、连新村、天仙村、徐庙村和铁炉村。